# Record de France du relais 4 × 100 mètres
Pour un article plus général, voir Records de France d'athlétisme.
Le record de France senior du relais 4 × 100 mètres est co-détenu par Max Morinière, Daniel Sangouma, Jean-Charles Trouabal et Bruno Marie-Rose avec le temps de 37 s 79 établi le 1er septembre 1990 à Split en finale des championnats d'Europe. Chez les femmes, le record national appartient à Patricia Girard, Muriel Hurtis, Sylviane Felix et Christine Arron, créditées de 41 s 78 le 30 août 2003 lors des championnats du monde de Saint-Denis.

## Chronologie du record de France

### Hommes
| Temps   | Athlète                                                               | Date               | Lieu             |
| ------- | --------------------------------------------------------------------- | ------------------ | ---------------- |
| 42 s 8  | Émile Ali Khan René Mourlon René Caste René Lorain                    | 29 août 1920       | Colombes         |
| 42 s 6  | Charles Hirlimann René Lorain Roger Gavois André Mourlon              | 9 septembre 1923   | Paris            |
| 42 s 4  | Maurice Degrelle René Mourlon Maurice Rousseaux André Mourlon         | 9 août 1925        | Colombes         |
| 42 s 4  | Charles Hirlimann Maurice Rousseaux André Cerbonney André Mourlon     | 30 août 1925       | Stockholm        |
| 42 s 2  | Marcel Sylvestre Armand Crestois Alfred Fischer Charles Hirlimann     | 18 septembre 1927  | Colombes         |
| 41 s 6  | André Cerbonney André Dufau Alfred Fischer André Mourlon              | 10 juin 1928       | Colombes         |
| 41 s 6  | Henri Sureaud Pierre Parrain Roger Beigbeder André Mourlon            | 13 juillet 1930    | Colombes         |
| 41 s 3  | Jean Fusil Victor Goldowski Albert Bucourt René Valmy                 | 13 août 1939       | Amsterdam        |
| 41 s 0  | Étienne Bally Jacques Perlot Yves Camus René Bonino                   | 30 septembre 1950  | Colombes         |
| 40 s 8  | Alain Porthault Étienne Bally Yves Camus René Bonino                  | 28 juillet 1952    | Helsinki         |
| 40 s 7  | René Bonino Alain David Konstantin Lissenko Abdoulaye Seye            | 13 octobre 1956    | Florence         |
| 40 s 7  | Joël Caprice Christian Larrieu Konstantin Lissenko Alain David        | 27 juillet 1957    | Bruxelles        |
| 40 s 7  | Jean Meunier Paul Genevay Claude Piquemal Alain David                 | 22 août 1959       | Belgrade         |
| 40 s 3  | Jocelyn Delecour Alain David Paul Genevay Abdoulaye Seye              | 26 septembre 1959  | Colombes         |
| 39 s 9  | Paul Genevay Guy Lagorce Claude Piquemal Jocelyn Delecour             | 15 août 1961       | Thonon-les-Bains |
| 39 s 9  | Jean-Paul Lambrot Paul Genevay Claude Piquemal Jocelyn Delecour       | 29 septembre 1962  | Colombes         |
| 39 s 6  | Jean-Paul Lambrot Paul Genevay Claude Piquemal Jocelyn Delecour       | 15 septembre 1963  | Chambéry         |
| 39 s 6  | Jean-Louis Brugier Bernard Laidebeur Claude Piquemal Jocelyn Delecour | 31 mai 1964        | Nancy            |
| 39 s 3  | Jean-Louis Brugier Bernard Laidebeur Claude Piquemal Jocelyn Delecour | 12 juin 1964       | Paris            |
| 39 s 2  | Paul Genevay Jean-Louis Brugier Bernard Laidebeur Jocelyn Delecour    | 18 juillet 1964    | Annecy           |
| 39 s 2  | Marc Berger Jocelyn Delecour Claude Piquemal Roger Bambuck            | 17 septembre 1966  | Kiev             |
| 39 s 1  | Marc Berger Jocelyn Delecour Claude Piquemal Roger Bambuck            | 7 juin 1967        | Paris            |
| 38 s 9  | Marc Berger Jocelyn Delecour Claude Piquemal Roger Bambuck            | 22 juillet 1967    | Ostrava          |
| 38 s 8  | Gérard Fenouil Jocelyn Delecour Claude Piquemal Roger Bambuck         | 19 octobre 1968    | Mexico           |
| 38 s 43 | Gérard Fenouil Jocelyn Delecour Claude Piquemal Roger Bambuck         | 20 octobre 1968    | Mexico           |
| 38 s 40 | Bruno Marie-Rose Daniel Sangouma Gilles Quénéhervé Max Morinière      | 1er octobre 1988   | Séoul            |
| 37 s 79 | Max Morinière Daniel Sangouma Jean-Charles Trouabal Bruno Marie-Rose  | 1er septembre 1990 | Split            |

### Femmes
| Temps   | Athlète                                                                | Date              | Lieu                    |
| ------- | ---------------------------------------------------------------------- | ----------------- | ----------------------- |
| 55 s 0  | De Winne Y Robin Noeppel L Prost L                                     | 20 août 1922      | Paris                   |
| 53 s 2  | Georgette Gagneux Drouard Lucienne Velu Prost L                        | 6 mai 1923        | Prague                  |
| 51 s 6  | Georgette Gagneux Geneviève Laloz Simone Chapoteau Marguerite Radideau | 5 juillet 1926    | Prague                  |
| 50 s 8  | Georgette Gagneux Lucienne Velu Martin M Marguerite Radideau           | 1er juillet 1928  | Saint-Maur              |
| 50 s 0  | Georgette Gagneux Lucienne Velu Carme Y Marguerite Radideau            | 15 juillet 1928   | Paris                   |
| 49 s 7  | Claire Brésolles Liliane Miannay Léa Caurla Monique Drilhon            | 11 août 1946      | Strasbourg              |
| 48 s 5  | Claire Brésolles Liliane Miannay Léa Caurla Monique Drilhon            | 25 août 1946      | Oslo                    |
| 48 s 1  | Jeanine Toulouse Faugoin Jeanine Moussier Liliane Sprecher             | 7 août 1948       | Londres                 |
| 47 s 6  | Jeanine Toulouse Liliane Sprecher Yvette Monginou Jeanine Moussier     | 15 août 1948      | Colombes                |
| 47 s 6  | Alberte de Campou Denise Laborie Marcelle Gabarrus Yvette Monginou     | 27 juillet 1952   | Helsinki                |
| 47 s 4  | Henriette Robert Yvette Monginou Monique Jacquet Denise Laborie        | 28 août 1954      | Berne                   |
| 47 s 4  | Angèle Picado Nicole Moreau Monique Jacquet Catherine Capdevielle      | 25 août 1955      | Prague                  |
| 47 s 4  | Angèle Picado Marthe Lambert Monique Jacquet Catherine Capdevielle     | 4 septembre 1955  | Bordeaux                |
| 47 s 2  | Angèle Picado Denise Laborie Monique Jacquet Catherine Capdevielle     | 9 octobre 1955    | Milan                   |
| 46 s 1  | Micheline Fluchot Angèle Picado Marthe Lambert Catherine Capdevielle   | 19 août 1956      | Dijon                   |
| 45 s 8  | Danielle Guéneau Marlène Canguio Michèle Lurot Christiane Cadic        | 11 septembre 1964 | Londres                 |
| 45 s 8  | Danielle Guéneau Marlène Canguio Michèle Lurot Christiane Cadic        | 20 septembre 1964 | Zagreb                  |
| 45 s 8  | Éliane Jacq Sylviane Telliez Gabrielle Meyer Danielle Guéneau          | 7 août 1966       | Colombes                |
| 45 s 8  | Danielle Guéneau Sylviane Telliez Gabrielle Meyer Nicole Montandon     | 3 septembre 1966  | Budapest                |
| 45 s 7  | Danielle Guéneau Sylviane Telliez Gabrielle Meyer Nicole Montandon     | 4 septembre 1966  | Budapest                |
| 45 s 4  | Dominique Descatoire Sylviane Telliez Marlène Canguio Nicole Montandon | 7 mai 1967        | Tourcoing               |
| 45 s 4  | Gabrielle Meyer Sylviane Telliez Marlène Canguio Nicole Montandon      | 8 juin 1967       | Paris                   |
| 45 s 3  | Gabrielle Meyer Sylviane Telliez Nicole Montandon Danielle Guéneau     | 25 juin 1967      | Poznań                  |
| 45 s 2  | Dominique Descatoire Nicole Montandon Marlène Canguio Sylviane Telliez | 13 juin 1968      | Paris                   |
| 44 s 4  | Michèle Alayrangues Gabrielle Meyer Nicole Montandon Sylviane Telliez  | 31 août 1968      | Font-Romeu              |
| 44 s 3  | Michèle Alayrangues Gabrielle Meyer Nicole Montandon Sylviane Telliez  | 19 octobre 1968   | Mexico                  |
| 44 s 2  | Michèle Alayrangues Gabrielle Meyer Nicole Montandon Sylviane Telliez  | 20 octobre 1968   | Mexico                  |
| 44 s 2  | Nadine Goletto Jacqueline Curtet Nicole Pani Sylviane Telliez          | 7 juillet 1973    | Colombes                |
| 44 s 18 | Nadine Goletto Catherine Delachanal Nicole Pani Sylviane Telliez       | 8 septembre 1974  | Rome                    |
| 44 s 2  | Nadine Goletto Catherine Delachanal Nicole Pani Sylviane Telliez       | 8 septembre 1974  | Rome                    |
| 43 s 8  | Nadine Cochand Catherine Delachanal Chantal Réga Sylviane Telliez      | 16 mai 1976       | Montigny-lès-Cormeilles |
| 43 s 95 | Chantal Corbrejaud Catherine Delachanal Chantal Réga Sylviane Telliez  | 30 juillet 1976   | Montréal                |
| 43 s 78 | Véronique Rosset Annie Alizé Chantal Réga Raymonde Naigre              | 2 septembre 1978  | Prague                  |
| 43 s 77 | Odile Madkaud Jacqueline Curtet Marie-Pierre Philippe Chantal Réga     | 12 septembre 1979 | Mexico                  |
| 43 s 70 | Véronique Grandrieux Chantal Réga Raymonde Naigre Emma Sulter          | 15 juin 1980      | Brême                   |
| 42 s 94 | Véronique Grandrieux Chantal Réga Raymonde Naigre Emma Sulter          | 21 juin 1980      | Thonon-les-Bains        |
| 42 s 84 | Véronique Grandrieux Chantal Réga Raymonde Naigre Emma Sulter          | 1er août 1980     | Moscou                  |
| 42 s 68 | Laurence Bily Marie-Christine Cazier Rose-Aimée Bacoul Liliane Gaschet | 11 septembre 1982 | Athènes                 |
| 42 s 58 | Patricia Girard Odiah Sidibé Laurence Bily Marie-José Pérec            | 7 août 1992       | Barcelone               |
| 42 s 56 | Odile Singa Frédérique Bangué Patricia Girard Delphine Combe           | 12 août 1995      | Göteborg                |
| 42 s 53 | Frédérique Bangué Christine Arron Delphine Combe Sylviane Felix        | 8 août 1997       | Athènes                 |
| 42 s 21 | Patricia Girard Christine Arron Delphine Combe Sylviane Felix          | 9 août 1997       | Athènes                 |
| 42 s 06 | Patricia Girard Muriel Hurtis Katia Benth Christine Arron              | 29 août 1999      | Séville                 |
| 42 s 04 | Patricia Girard Sylviane Felix Muriel Hurtis Christine Arron           | 29 août 2003      | Saint-Denis             |
| 41 s 78 | Patricia Girard Muriel Hurtis Sylviane Felix Christine Arron           | 30 août 2003      | Saint-Denis             |

## Sources
- DocAthlé2003, Fédération française d'athlétisme, p. 45 et 53
- Chronologies des records de France seniors plein air sur cdm.athle.com